# تيري أمبروسي
تيري أمبروسي (بالفرنسية: Thierry Ambrose)‏ (28 مارس 1997 في فرنسا - ) هو لاعب كرة قدم فرنسي في مركز الهجوم.

## وصلات خارجية
- تيري أمبروسي على موقع الاتحاد الأوربي (الإنجليزية)
- تيري أمبروسي على موقع رابطة كرة القدم الفرنسية للمحترفين (الإنجليزية)
- تيري أمبروسي على موقع قاعدة بيانات كرة القدم.إي يو (الإنجليزية)
- تيري أمبروسي على موقع Soccerbase.com (لاعب) (الإنجليزية)
- تيري أمبروسي على موقع Soccerway.com (الإنجليزية)
- تيري أمبروسي على موقع عالم كرة القدم.نت (الإنجليزية)